# Abraxas fasciaria
Abraxas fasciaria is een vlinder uit de familie van de spanners (Geometridae). De wetenschappelijke naam van de soort is voor het eerst geldig gepubliceerd in 1843 door Guérin-Meneville.